# Adlergletscher
Der Adlergletscher ist mit einer Fläche von 2,1 km² ein kleiner Gletscher in den Walliser Alpen. Früher vereinigte er sich auf einer Höhe von 2900 Metern mit dem deutlich grösseren Findelgletscher und war als dessen Seitengletscher anzusehen.
Der Adlergletscher liegt eingebettet zwischen dem Südwestgrat des Rimpfischhorns (4199 m ü. M.) und  dem Adlerhorn (3988 m ü. M.) mit dessen Verbindungsgrat zum Strahlhorn (4190 m ü. M.). Die Exposition des Gletschers ist westlich. Der Adlerpass (3789 m ü. M.) trennt den Adlergletscher vom Richtung Nordosten fliessenden Allalingletscher. Der höchste Punkt des Gletschers befindet sich auf einer Höhe von 4110 m ü. M. nahe dem Gipfel des Strahlhorns. Im Jahr 2007 endete der Gletscher auf rund 2950 m. Die Gleichgewichtslinie (ELA), die in diesem relativ trockenem Gebiet vergleichsweise hoch liegt, befand sich im selben Jahr auf einer Höhe von 3200 m.